# Arie Aroch

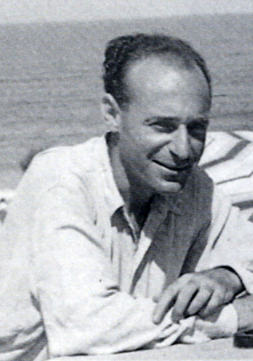
Arie Aroch 1942

Arie Aroch (hebräisch אריה ארוך; * 30. November 1908 in Charkow, Russisches Kaiserreich; † 15. Oktober 1974 in Jerusalem) war ein israelischer Maler und Diplomat.
Im Jahr 1924 emigrierte Arochs Familie in das britische Mandatsgebiet Palästina. Er studierte an der Bezalel Academy of Arts and Design in Jerusalem. Dort traf er unter anderem mit Mosche Kastel, Avigdor Stematsky und Yehezkel Streichman zusammen. Von 1934 bis 1935 setzte Aroch seine künstlerischen Studien in Paris fort. 1948 war er einer der Gründer der Künstlergruppe Ofakim Hadashim (hebräisch אופקים חדשים, Neue Horizonte).
Arochs Arbeiten kombinieren Pop Art und Abstrakte Kunst und beinhalten Elemente aus seiner eigenen Biografie. Er nahm auch jüdische Themen in seine Arbeiten auf, wofür er unter Kunsthistorikern als Pionier gilt.
Ab 1950 wurde Aroch im diplomatischen Dienst tätig. Seine erste Aufgabe brachte ihn nach Moskau, wo er von 1950 bis 1953 an der israelischen Botschaft arbeitete. Von 1956 bis 1959 war Aroch Botschafter in Brasilien, wo er kaum künstlerisch tätig war. Danach war er von 1959 bis 1962 Botschafter in Schweden. Hier entstanden einige seiner berühmtesten Werke, unter anderem das Gemälde „Tzakpar“. Nach seiner Rückkehr ließ er sich in Jerusalem nieder.
Im Jahr 1971 wurde er mit dem Israel-Preis für Malerei ausgezeichnet.